# Fontographer
Fontographer é uma programa que permite criar tipos de letra digitais, para as plataformas Microsoft Windows e Mac OS
O programa foi criado pela empresa Altsys em 1985, para a plataforma Mac OS. É considerado como o primeiro programa que permitia edição com curvas de Bézier, tendo sido precedido neste tipo de edição, pelo Adobe Illustrator.
Em Janeiro de 1995, a Altysys é adquirida pela Macromedia. E apesar do desenvolvimento deste programa ter parado desde 1998, na versão 4.1, muitos designers de tipos de letra digitais continuam a usar o programa.
Já em Maio de 2005, a empresa FontLab adquire direitos de distribuição licenciados pela Macromedia, e continuam o desenvolvimento do mesmo, em conjunto com outros programas similares como o FontLab Studio, TypeTool, entre outros.

## História

### Altsys Corporation
Em dezembro de 1984, James R. Von Ehr II fundou a Altsys Corporation para desenvolver aplicativos gráficos para computadores pessoais. A primeira incursão da Altsys no software de edição comercial de fontes foi o editor bitmap font chamado Fontastic, lançado em meados da década de 1980 para o Apple Macintosh. O programa, desenvolvido pelo fundador da Altsys, Von Ehr, foi capaz de editar o formato nativo de fontes de bitmap do Mac. Ele introduziu muitos dos elementos de interface que seriam transferidos para o Fontographer. O Fontastic Plus foi posteriormente introduzido com novas ferramentas de edição e pares de kerning.

## Características
Tem como limitação, o número de grafemas que se podem incluir em cada ficheiro, 8192 para ficheiros MacOS e 4095 para ficheiros Windows.
Exporta fontes outline nos formatos TrueType, PostScript Type 1 e PostScript Type 3, para las plataformas Microsoft Windows e Mac OS, a versão do Fontographer para Windows, não permite gravar fontes para Mac OS. Para fontes nos formatos bitmap, exporta em BDF e FON em ambiente Windows, assim como NFNT e BDF em ambiente Mac OS.
Importa e exporta ficheiros de medidas métricas (espaçamento e kerning): MET (Fontographer Metrics), AFM (Adobe Font Metrics) e PFM (PostScript Font Metrics).
Importa ficheiros de imagens nos formatos BMP, TIFF e EPS

## Programas similares
- FontMaster da empresa "URW++"
- FontLab Studio, da FontLab
- TypeTool da FontLab
- AsiaFont Studio da FontLab